# Trichiogramme obtusifolia
Trichiogramme obtusifolia là một loài thực vật có mạch trong họ Adiantaceae. Loài này được (Hook.) Kuhn miêu tả khoa học đầu tiên năm 1882.